# Rafael Delorme
Rafael Delorme Salto (Vélez-Málaga, c. 1867-Madrid, 1897), que a veces usó el seudónimo «Juan de la Encina», fue un periodista, americanista y librepensador español.

## Biografía
Nacido en la provincia de Málaga hacia 1867, colaboró en publicaciones periódicas como Don Quijote, El País, Germinal, La Justicia, La Ilustración Española y Americana, El Diario de Guipúzcoa, La España Moderna o El Correo Ilustrado. Considerado un americanista a raíz de sus trabajos sobre el continente, fue defensor de la autonomía de Cuba y autor de varias obras de carácter histórico y político.

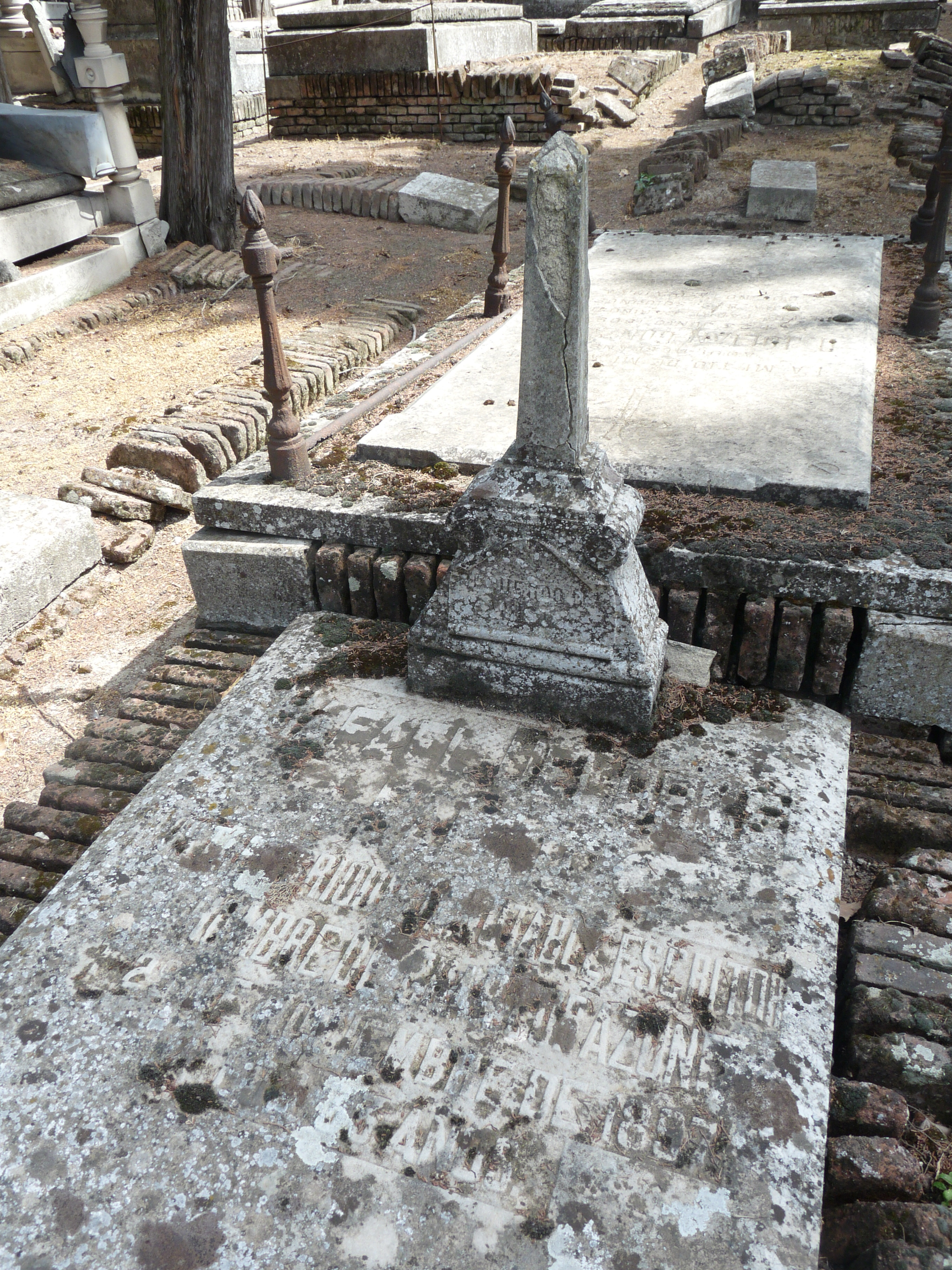
Tumba de Delorme en el cementerio civil de Madrid

En 1887 se afilió al Partido Socialista y participó en el órgano de expresión de este, El Socialista, donde se encargó de la sección «La Semana Burguesa», sucediendo a Isidoro Acevedo. Fue una de las principales figuras del movimiento germinalista, formando parte de un joven grupo de escritores en el que también se encontraban Alejandro Sawa, Joaquín Dicenta, Eduardo Zamacois, Ernesto Bark, Antonio Palomero o Francisco Maceín, que combinaban la vida bohemia con el activismo político. De ideología republicana, falleció en Madrid en el hospital de la Princesa el 29 de noviembre de 1897 y fue enterrado en el cementerio del Este.

## Obras
- Los aborígenes de América. Disquisiciones acerca del asiento, origen, historia y adelanto en la esfera científica de las sociedades precolombinas. Prólogo de D. Vicente Riva-Palacio y Guerrero, Madrid: Librería de Fernando Fé / La Propaganda Literaria, 1894.[11][nota 5]
- Cuba y la reforma colonial en España. Madrid. Imp. de D. Pacheco, 1895.[16]
- Necesidad de la enseñanza láica y reformas á introducir en ella. Memoria leida por Rafael Delorme Salto en la sesión de la Juventud republicana celebrada el 18 de marzo de 1890. Madrid: establecimiento tipográfico de Ricardo Fé, 1890.